# Сарт-Абдрашевська сільська рада
Сарт-Абдра́шевська сільська рада (рос. Сарт-Абдрашевский сельский совет) — сільське поселення у складі Сафакулевського району Курганської області Росії.
Адміністративний центр — село Сарт-Абдрашево.
Населення сільського поселення становить 1112 осіб (2017; 1434 у 2010, 1632 у 2002).

## Склад
До складу сільського поселення входять:
| Населений пункт        | Населення, осіб (2002) | Населення, осіб (2010) |
| ---------------------- | ---------------------- | ---------------------- |
| Азналіно, присілок     | 283                    | 222                    |
| Баязітово, присілок    | 202                    | 132                    |
| Петровка, присілок     | 71                     | 33                     |
| Преображенка, присілок | 238                    | 102                    |
| Сарт-Абдрашево, село   | 838                    | 945                    |